# Kodeks Stradomskiego
Der Kodeks Stradomskiego (deutsch: Stradomskikodex) ist eine Sammlung von Übersetzungen von polnischen Rechtsakten aus dem Lateinischen ins Polnische aus dem frühen 16. Jahrhundert. Er stellt eines der frühen Zeugnisse der polnischen Rechtssprache dar. Die Übersetzer bedienten sich des kleinpolnischen Dialekts aus dem Krakauer Raum. Der Kodex ist als Manuskript erhalten und befindet sich in der Jagiellonischen Bibliothek in Krakau. Er wurde von Michał Bobrzyński wiederentdeckt und beschrieben.

## Inhalt
Der Kodex besteht auch drei Teilen:
- der erste Teil wurde 1518 von dem Geistlichen Maciej von Lipnica verfasst. Er enthält eine Abschrift der Übersetzung von mehreren Statuten aus dem Jahr 1503 durch Aleksy Jazon Stradomski.
- der zweite Teil wurde 1542 von Stradomski verfasst. Er enthält eine Übersetzung des Łaski Statuts, die jedoch nicht vollständig ist.
- der dritte Teil wurde wie der erste 1518 von Maciej von Lipcnia verfasst. Er enthält eine Sammlung von übersetzten Urteilen aus Magdeburg zum Magdeburger Recht.